# الغرفة 40

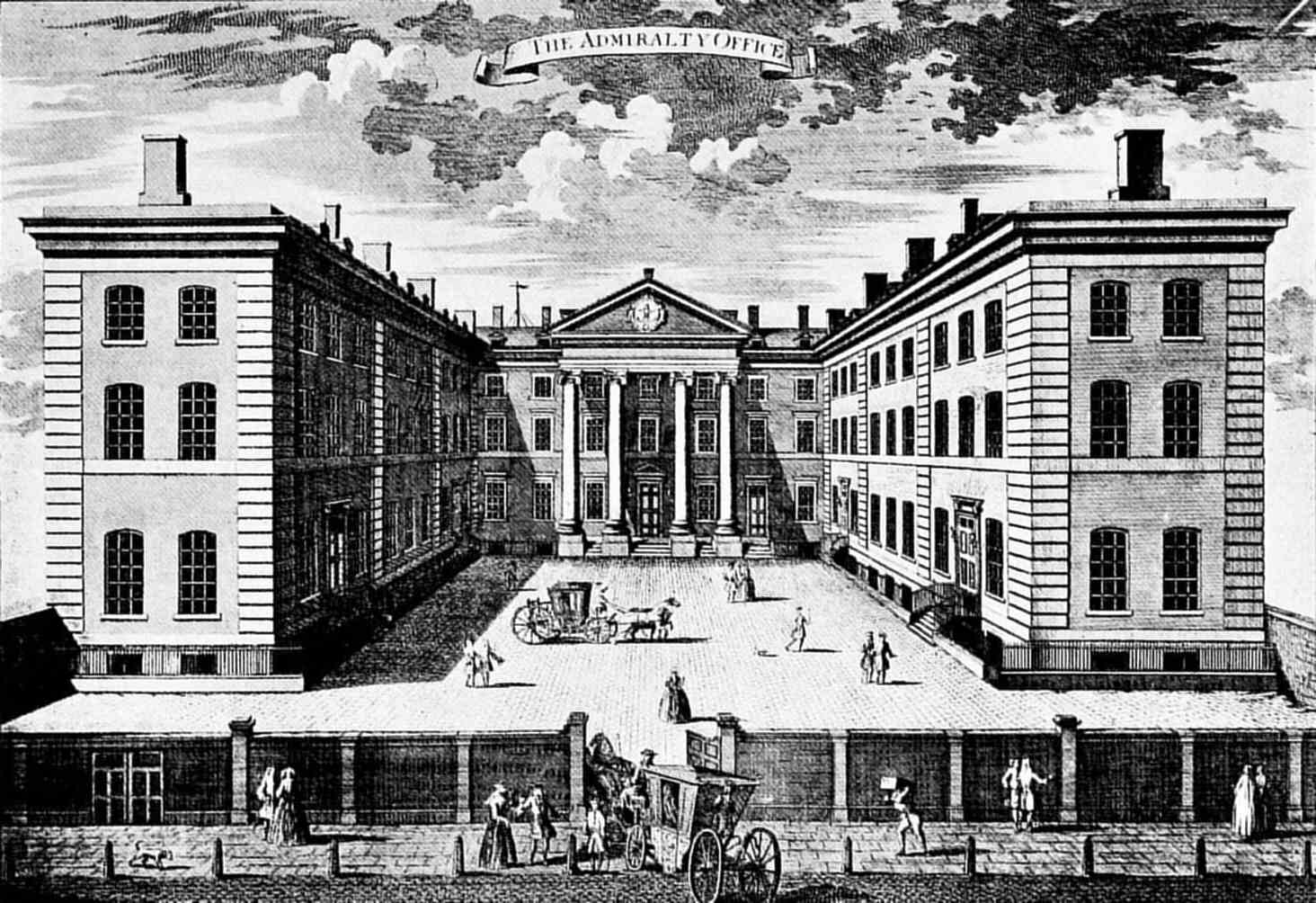

الغرفة 40، المعروفة أيضًا باسم 40 أو. بي. (المبنى القديم) (مؤخرًا NID25) هي قسم تحليل الشيفرات في الأدميرالية البريطانية خلال الحرب العالمية الأولى.
بدأت المجموعة، التي تشكلت في أكتوبر 1914، عندما قدّم اللواء البحري هنري أوليفر، مدير الاستخبارات البحرية، معلومات معترَضة من محطة الإذاعة الألمانية في ناوين، بالقرب من برلين، لمدير التعليم البحري ألفريد يوينغ، الذي ألّف الشيفرات كهواية. جنّد يوينغ المدنيين مثل وليام مونتغمري، وهو مترجم للأعمال اللاهوتية من الألمانية، ونايجل دي غراي، وهو ناشر. قُدِّر أنه خلال الحرب، فكّت «الغرفة 40» تشفير نحو 15 ألف اتصال ألماني اعتُرض طريقه من الاتصالات اللاسلكية والبرقيات. وأبرزها القسم الذي اعترض برقية زيمرمان وفك تشفيرها وهي عبارة عن برقية دبلوماسية سرية صدرت عن وزارة الخارجية الألمانية في يناير 1917 تقترح تحالفًا عسكريًا بين ألمانيا والمكسيك. يُوصَف فك تشفير البرقية بأنه أهم انتصار استخباراتي لبريطانيا خلال الحرب العالمية الأولى لأنه لعب دورًا مهمًا في جذب الولايات المتحدة -المحايدة آنذاك- إلى الصراع.
تطورت عمليات الغرفة 40 من الاستيلاء على كتاب شيفرة البحرية الألمانية (SKM)، والخرائط (التي تحتوي على مربعات مشفرة) التي نقلها حلفاء بريطانيا الروس إلى الأدميرالية. استولى الروس على هذه المادة من الطرّاد الألماني إس إم إس ماجدبيرغ بعد أن جنحت قبالة الساحل الإستوني في 26 أغسطس 1914. عثر الروس على ثلاث نسخ من النسخ الأربع التي حملتها السفينة الحربية؛ احتفظوا بنسختين وأرسلوا الثالثة إلى البريطانيين. في أكتوبر 1914، حصل البريطانيون أيضًا على كتاب حركة السفن التجارية (HVB) للبحرية الإمبراطورية الألمانية، وهو عبارة عن كتاب شيفرات تستخدمه السفن الحربية البحرية الألمانية والتجار ومناطيد زبلين البحرية وغواصات اليو بوت: استولت البحرية الملكية الأسترالية على نسخة من السفينة البخارية الأسترالية الألمانية هوبارت في 11 أكتوبر. في 30 نوفمبر، عثرت سفينة صيد بريطانية على خزنة في المدمِّرة الألمانية الغارقة S-119، والتي عُثر فيها على كتاب (حركة المرور) (VB)، وهو الشيفرة التي استخدمها الألمان للتواصل مع الملحقين البحريين والسفارات والسفن الحربية في الخارج. في مارس 1915، احتجزت مفرزة بريطانية أمتعة فيلهلم فاسموس، وهو عميل ألماني في بلاد فارس، وشحنتها من دون أن تُفتح إلى لندن حيث اكتشف مدير الاستخبارات البحرية، الأدميرال ويليام ريجنالد هول، بأنها احتوت على كتاب الشيفرات الدبلوماسي الألماني، شفرة رقم 13040.
احتفظ القسم بـ «الغرفة 40» كاسم غير رسمي له على الرغم من أنه اتّسع خلال الحرب وانتقل إلى مكاتب أخرى. أدار ألفريد يوينغ الغرفة 40 حتى مايو 1917، عندما انتقل الإشراف المباشر إلى الكابتن (الأدميرال لاحقًا) ريجنالد 'بلينكر' هول، وساعده ويليام ميلبورن جيمس. على الرغم من أن الغرفة 40 نجحت في فك تشفير الاتصالات الإمبراطورية الألمانية خلال الحرب العالمية الأولى، إلا أن وظيفتها تعرضت للخطر بسبب إصرار الأدميرالية على أن تُحلَّل جميع المعلومات التي تم فك شيفرتها بواسطة متخصصين في البحرية فقط. هذا يعني أنه كان بإمكان العاملين في الغرفة 40 فك تشفير الرسائل المشفرة، لكن من دون أن يُسمح لهم بفهم المعلومات أو تفسيرها بأنفسهم.

## خلفية
في عام 1911، خلصت لجنة فرعية تابعة للجنة الدفاع الإمبراطوري بشأن الاتصالات السلكية إلى أنه في حالة الحرب مع ألمانيا، ينبغي تدمير الكابلات البحرية التي تملكها ألمانيا. في الساعات الأولى من يوم 5 أغسطس 1914، حددت سفينة الكابلات «أليرت» موقع الكابلات الألمانية الخمسة عبر المحيط الأطلسي وقطعتها، فهبطت الكابلات عبر القناة الإنجليزية. بعد فترة وجيزة، قُطِعت الكابلات الستة التي تصل بين بريطانيا وألمانيا. كنتيجة مباشرة، كانت هناك زيادة كبيرة في عدد الرسائل السلكية المرسلة عبر الكابلات التابعة لبلدان أخرى، والرسائل المرسلة عبر اللا سلكي. يمكن الآن اعتراض هذه الرسائل، لكن الرموز والشيفرات استُخدمت طبعًا لإخفاء معنى الرسائل، ولم يكن لدى بريطانيا أو ألمانيا أي منظمات قائمة لفك تشفير الرسائل وتفسيرها. في بداية الحرب، كان لدى البحرية محطة لاسلكية واحدة فقط لاعتراض الرسائل، في ستوكتون. ومع ذلك، بدأت المنشآت التابعة لمكتب البريد وشركة ماركوني وكذلك الأفراد العاديين الذين لديهم إمكانية الوصول إلى أجهزة الراديو بتسجيل الرسائل من ألمانيا. 
بدأت الرسائل التي تم اعتراضها تصل إلى شعبة الاستخبارات الأدميرالية، لكن لم يعرف أحد ماذا يمكن أن يفعل بها. عُيِّن اللواء البحري هنري أوليفر مديرًا لشعبة الاستخبارات عام 1913. في أغسطس 1914، كانت دائرته منهمكةً بالكامل في الحرب ولم يتمتع أي شخص بالخبرة في فك الشيفرات. وبدلاً من ذلك، لجأ أوليفر إلى أحد أصدقائه، وهو السير ألفريد يوينغ، مدير التعليم البحري (DNE)، الذي كان سابقًا أستاذًا للهندسة وعلى دراية بالاتصالات اللا سلكية ولديه اهتمام بالشيفرات. لم يكن هناك شعور بأن التعليم سيكون أولوية خلال الأشهر القليلة المتوقعة من الحرب، لذلك طُلب من يوينغ تشكيل مجموعة لفك تشفير الرسائل. توجّه يوينغ في البداية إلى موظفي الكليتين البحريتين أوزبورن ودارتماوث الذين كانوا متاحين لسببين: الإجازات المدرسية وإرسال طلاب البحرية إلى الخدمة الفعلية. كان أليستر دينيستون يدرِّس سابقًا اللغة الألمانية، لكنه أصبح فيما بعد المسؤول الثاني عن الغرفة 40، ثم أصبح رئيسًا لخلفه بعد الحرب العالمية الأولى في المدرسة الحكومية للترميز والتشفير (التي تقع في متنزه بلتشلي خلال الحرب العالمية الثانية).
عمل آخرون من المدارس بشكل مؤقت لصالح الغرفة 40 حتى بداية الفصل الدراسي الجديد في نهاية سبتمبر. ومن بين هؤلاء تشارلز غودفري مدير أوزبورن (أصبح أخوه رئيسًا للاستخبارات البحرية خلال الحرب العالمية الثانية)، والمدربان البحريان باريش وكيرتيس، والعالم والرياضي الأستاذ هندرسون من كلية غرينيتش البحرية. كان ينبغي على المتطوعين العمل على حل الشيفرات إلى جانب واجباتهم المعتادة، وكانت المنظمة بأكملها تعمل من مكتب يوينغ البسيط حيث كان ينبغي على محللي الشيفرات أن يختبؤوا في غرفة سكرتيره كلما حضر زائرون فيما يتعلق بالواجبات الاعتيادية لمدير التعليم البحري. من أوائل المجندين: آر. دي. نورتون الذي عمل في وزارة الخارجية، وريتشارد هيرشل الذي كان لغويًا وخبيرًا في بلاد فارس وخريجًا في جامعة أوكسفورد. لم يكن أي أحد من المجندين يعلم شيئًا عن حل الشيفرات، وإنما اختيروا على أساس اطلاعهم على اللغة الألمانية وقدرتهم على كتمان سرية المسألة.

## مقدمة
بدأت منظمة أخرى مشابهة في دائرة الاستخبارات العسكرية التابعة لمكتب الحرب، التي أصبحت تُعرف باسم MI1b، واقترح العقيد ماكدونا أن تعمل المنظمتان معًا. حُقِّق القليل من النجاح إلى أن حصل الفرنسيون على نُسخ من الشيفرات العسكرية الألمانية عندها تمكنوا من تنظيم نظام لجمع الرسائل وتصنيفها. عملت المنظمتان بصورة متوازية في فك شيفرات الرسائل التي تخصّ الجبهة الغربية. طلب أحد أصدقاء يوينغ، وهو محامٍ يدعى راسل كلارك، بالإضافة إلى صديق له، وهو العقيد هيبيسلي، أن يشرح يوينغ لهما كيف كانوا يعترضون الرسائل الألمانية. رتّب يوينغ لهما عملًا من محطة خفر السواحل في هونستانتون في نورفولك، حيث انضم إليهما متطوع آخر اسمه ليزلي لامبرت (أصبح فيما بعد معروفًا كمذيع لدى الـ بي بي سي باسم أ. ج. آلان). شكّلت كل من هونستانتون وستوكتون أساس الخدمة الاعتراضية (المعروفة باسم خدمة "Y")، جنبًا إلى جنب مع مكتب البريد ومحطات ماركوني، التي تطوّرت سريعًا إلى درجة تمكنها من اعتراض جميع الرسائل الألمانية الرسمية تقريبًا. في نهاية سبتمبر، عاد أساتذة المدارس المتطوعون إلى أداء مهام أخرى، باستثناء دينيستون؛ لكن من دون وسيلة لفك تشفير رسائل البحرية الألمانية، كان هناك القليل من الأعمال البحرية التي يمكن القيام بها على وجه التحديد.